# Miquel Brullet i Monmany
Miquel Brullet i Monmany (Mataró, 27 de noviembre de 1904-5 de diciembre de 1988) fue un arquitecto catalán.

## Biografía
Destacó como arquitecto en la ciudad de Mataró y en la comarca del Maresme. Estudió el bachillerato en las Escuelas Pías de Santa Ana y luego se matriculó en la Escuela Técnica Superior de Arquitectura de Barcelona (ETSAB).
Fue discípulo de Josep Maria Jujol con quien colaboró en diferentes proyectos como el monumento de la plaza de España de Barcelona.
Acabó la carrera en 1930 tras una temporada en Madrid desde donde viajó por toda España y conoció la arquitectura popular. Al terminar la carrera ejerció de arquitecto municipal en su ciudad natal y durante la Guerra Civil dirigió las obras de los búnkeres en la costa del Maresme. De sus primeras obras destaca el Café Nuevo, en la Riera, encargo de la Unión de Cooperadores de Mataró en 1933.

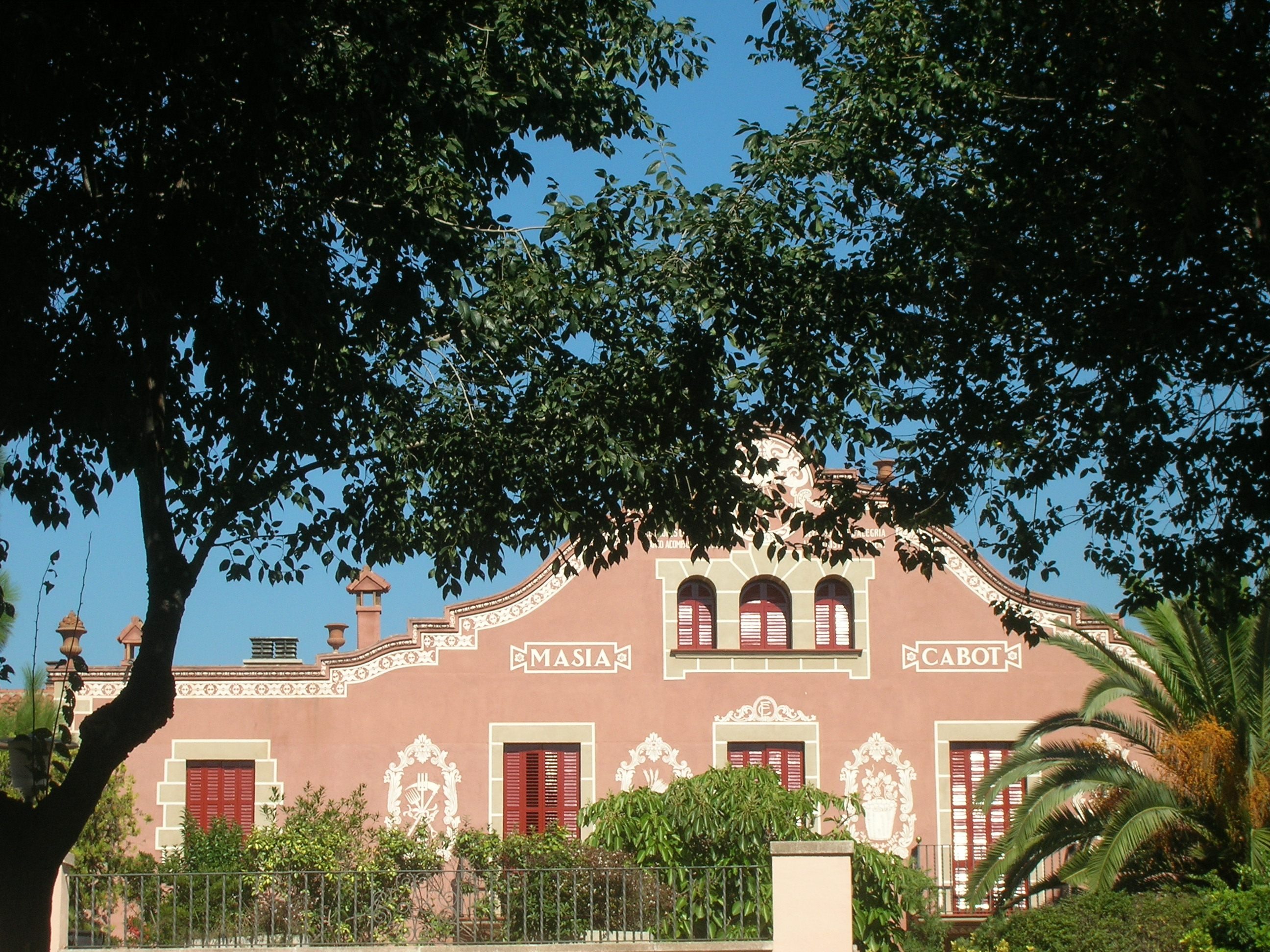
Reforma integral da la masía de Can Cabot, siglo XVIII

Una vez acabada la guerra participó activamente en la reconstrucción de las iglesias dañadas en la ciudad como la de Santa Ana, San José, Santa María - junto con Lluís Gallifa y Lluís Bonet- y el convento de la Providencia; también proyectó la capilla del cuello del Parpers en honor de los Caídos.
De 1946 a 1948 fue teniente de alcalde, pero dejó el cargo para dedicarse a la arquitectura privada. Aun así participó en la planificación del urbanismo del barrio de La Llàntia (Mataró), La Cornisa, Can uva y Can Cabot. Proyectó asimismo, el pabellón deportivo de baloncesto José Mora y la piscina Municipal, ambos en el Paseo Carlos Padrós de Mataró, y el colegio Josep Montserrat a Peramàs.
Asimismo fue el alma de los edificios de los cines Nuria y Iluro, propiedad de la familia Coll, para quien también construyó su casa familiar en la zona alta de Mataró. Desde los años cincuenta hasta finales de los setenta proyectó multitud de casas unifamiliares así como numerosos bloques de pisos en los diferentes barrios de la ciudad que crecía rápidamente debido a la llegada de numerosos andaluces, extremeños y murcianos para trabajar en la industria textil de la ciudad.